# Britt Weerman
Britt Weerman (Assen, 13 giugno 2003) è un'altista olandese, medaglia d'argento ai campionati mondiali under 20 nel 2022 e agli Europei indoor nel 2023.

## Biografia
Nata ad Assen nei Paesi Bassi nel 2003.
Nel 2021 vince la medaglia d'oro nella finale del salto in alto ai Campionati europei U20 di Tallinn.
Nel 2022 a Ninove durante il Memorial Rasschaert, stabilisce il primato nazionale olandese di specialità saltando 1,95 m, superando di 1 cm il precedente primato di Nadine Broersen.. Ad agosto vince la medaglia d'argento nel salto in alto ai Campionati mondiali U20 di Cali e giunge quarta ai Campionati europei di Monaco di Baviera.

## Record nazionali
Seniores
- Salto in alto: 1,95 m ( Ninove, 16 luglio 2022)
- Salto in alto indoor: 1,96 m ( Weinheim, 3 febbraio 2023)
- Salto in alto indoor: 1,96 m ( Metz, 11 febbraio 2023)
- Salto in alto indoor: 1,96 m ( Istanbul, 5 marzo 2023)

Juniores
- Salto in alto: 1,95 m ( Ninove, 16 luglio 2022)
- Salto in alto indoor: 1,92 m ( Weinheim, 11 febbraio 2022)

## Palmarès
| Anno | Manifestazione | Sede      | Evento        | Risultato | Prestazione | Note  |
| ---- | -------------- | --------- | ------------- | --------- | ----------- | ----- |
| 2021 | Europei U20    | Tallinn   | Salto in alto | Oro       | 1,88 m      | [ 3 ] |
| 2022 | Mondiali U20   | Cali      | Salto in alto | Argento   | 1,93 m      | [ 4 ] |
| 2022 | Europei        | Monaco    | Salto in alto | 4ª        | 1,93 m      | [ 5 ] |
| 2023 | Europei indoor | Istanbul  | Salto in alto | Argento   | 1,96 m      | =     |
| 2025 | Europei indoor | Apeldoorn | Salto in alto | 11ª (q)   | 1,85 m      |       |

## Campionati nazionali
- 2 volte campionessa nazionale assoluta del salto in alto (2020, 2022)
- 3 volte campionessa nazionale assoluta indoor del salto in alto (2020, 2021, 2022)

2020
- Oro ai campionati olandesi assoluti indoor (Apeldoorn), salto in alto - 1,88 m
- Oro ai campionati olandesi assoluti (Utrecht), salto in alto - 1,86 m

2021
- Oro ai campionati olandesi assoluti indoor (Apeldoorn), salto in alto - 1,84 m
- Bronzo ai campionati olandesi assoluti (Breda), salto in alto - 1,77 m

2022
- Oro ai campionati olandesi assoluti indoor (Apeldoorn), salto in alto - 1'88 m
- Oro ai campionati olandesi assoluti (Apeldoorn), salto in alto - 1,83 m